# Две семьи
«Две семьи» (груз. ორი ოჯახი) — советский чёрно-белый художественный фильм 1958 года, снятый режиссёром Давидом Канделаки по собственному сценарию на киностудии «Грузия-фильм».
Премьера фильма состоялась в 1959 году в Тбилиси.

## Сюжет
Лия хотела усыновить мальчика из детдома, но получила отказ из-за проблем в семье. Её друзья Вахтанг и Чито взяли мальчика на воспитание, но Чито не проявляла к нему заботу. В конце концов, мальчик оказывается у Лия, находя счастье и любовь в объятиях новой семьи.

## В ролях
- Саломе Канчели — Лия
- Юсуф Кобаладзе — Вахтанг
- Давид Абашидзе — Гоги
- Жужуна Дугладзе — Чито
- Георгий Геловани — Дареджан
- Нино Гамбашидзе — Тина
- Давид Сохадзе — Датуна
- Тамара Тетрадзе
- Тамара Цицишвили — Дарежан, директор детдома
- Елена Чохели
- Лиана Манджавидзе

## Съёмочная группа
- Режиссер и сценарист: Давид Канделаки
- Операторы: Давид Канделаки, Шота Киладзе
- Композитор: Арчил Кереселидзе
- Художник: Михаил Гоциридзе